# 비밀의 여자
《비밀의 여자》는 2023년 3월 14일부터 8월 4일까지 방송되었던 KBS 2TV 일일 드라마로 비밀 두 번째 시리즈 겸 마지막 시리즈다.

## 프로그램 소개
남편과 내연녀로 인해 시력을 잃고 락트-인 증후군(의식이 있는 전신 마비)에 빠지게 된 여자가 모든 것을 가진 상속녀와 엮이게 되면서 자신을 둘러싼 진실을 밝히고 처절한 복수를 통해 사랑과 정의를 찾는 드라마

## 방송 시간
| 방송 채널 | 방송 기간                                               | 방송 시간                | 방송 분량 |
| --------- | ------------------------------------------------------- | ------------------------ | --------- |
| KBS 2TV   | 2023년 3월 14일 ~ 2023년 8월 4일 [1회~101회, 103회](본) | 매주 평일 저녁 7:50~8:30 | 40분      |
| KBS 2TV   | 8월 3일 [102회](본)                                     | 목요일 밤 9:10~9:50      | 40분      |

## 제작진

### 제작사
- 셀트리온 엔터테인먼트

### 제작
- 박재삼
- 이승희
- 박수화 (제작 총괄)

### 음악 감독
- 최철호

### 작곡팀
- 오혜주
- 이소리
- 임현지
- 안지훈
- Open the door

### [MOST CONTENTS] 작곡팀
- 김하영
- 최선우
- 오은총
- 이현섭
- 이관우
- 류미리

### 극본
- 이정대 : KBS 2TV TV 소설 《그 여자의 바다》(공동 집필), KBS 2TV 일일 드라마 《인형의 집》(공동 집필), KBS 2TV 일일 드라마 《비밀의 남자》(집필) 집필

### 연출
- 신창석 : KBS 2TV 《KBS 드라마시티 - 누가 백만장자와 결혼하는가?》(연출), KBS 2TV 《KBS 드라마시티 - 숨비소리》(연출), KBS 2TV 주말 드라마 《태양은 가득히》(공동 연출), KBS 2TV 수목 드라마 《명성황후》(공동 연출), KBS 2TV 대하 드라마 《천추태후》(공동 연출), KBS 2TV 수목 드라마 《황금 사과》(연출), KBS 2TV 수목 드라마 《프레지던트》(기획), KBS 1TV 전원 드라마 《산 너머 남촌에는》(공동 연출), KBS 1TV 주말 특별 기획 드라마 《자유인 이회영》(연출), KBS 1TV 대하 드라마 《대왕의 꿈》(공동 연출), KBS 2TV TV 소설 《일편단심 민들레》(연출), KBS 2TV TV 소설 《꽃 피어라 달순아!》(연출), KBS 2TV 일일 드라마 《끝까지 사랑》, KBS 2TV 일일 드라마 《비밀의 남자》(연출), KBS 2TV 주말 드라마 《신사와 아가씨》(연출) 연출

## 등장 인물
- (†) 표시는 드라마 상에서 최종적으로 사망한 인물이다.

### 주요 인물
- 최윤영(1회~20회)→신고은(67회~83회): 오세린(여, 31세) 역(†, 1회~83회[1]) - 이 드라마의 페이크 여주인공이자 서브 악녀. 죽은 세연의 동생. 영수의 조카. 태양을 짝사랑. 눈에는 눈, 이에는 이. 받은 만큼 돌려준다는, 거칠 것 없는 성품을 지닌 안하무인 상속녀. 오랜 세월 함께 지낸 가사도우미 정혜의 아들, 서태양을 사랑하기에 태양의 일이라면 눈에 불을 켜고 나선다. 하지만 자신을 친한 여동생으로만 생각하는 태양으로 인해 가슴앓이 한다. 태양의 사랑을 얻지 못한다면, 삶의 이유가 없다 여기는 그녀. 그런 그녀에게 예기치 못한 사건이 일어나고, 그녀는 자신이 그토록 사랑하는 태양 옆에 겨울이가 있음을 알게 된다. 이제 태양을 얻기 위해서라면 어떤 악행도 서슴없이 저지를 준비가 됐다.
- 이채영: 김현정(여, 34세) (가명 : 주애라 / 장미[2]) 역 - 이 드라마의 서브 여주인공이자 메인 빌런. 비밀의 여자를 상징하는 진 주인공. 뛰어난 미모의 속내를 감춘 교활한 성격, 인생의 목표는 단 하나, YJ그룹의 며느리가 되는 것! 겨울의 임신을 막기 위해 한 행동이 뜻하지 않게 사고로 이어지고, 이를 숨기기 위해 점점 더 큰 악행을 저지른다. 마침내 겨울의 자리를 차지하려는데, 그 앞에 나타나 사사건건 앞을 가로막는 세린의 정체를 알고 기함한다. 세린(영혼겨울)이 자신이 진짜 겨울임을 밝혀서 알게된다. 본명은 김현정이다. 어긋난 복수 (과거 만중의 악행으로 YJ그룹에게 복수) 끝에 마주하게 되는 충격적 진실에 경악한다. 죽은 옥선의 친딸이자 겨울(현주)의 친언니. YJ그룹 비서실장→YJ그룹 기획팀장→수감자, 시각장애인. 유진의 불륜녀→약혼→아내. 세연을 죽인 장본인.
- 이선호: 서태양(남, 32세) 역 - 이 드라마의 메인 남주인공. 불의를 보면 참지 못하는 정의로운 성격. 머리도 비상해 학업성적도 늘 우수했으며 운동도 잘해 뭐하나 빠지는 것이 없는 엄친아의 표본. 하지만 몇 해 전 폭행사건에 휘말려 전과자가 된다. 어릴 적부터 함께 산 세린의 막무가내 구애를 단호하게 거절해왔는데 언니를 잃고 힘들어하는 세린을 위한 유학을 함께 준비한다. 그러던 중, 위기에 처한 겨울을 구하려다 생사를 오가게 된다. 회복 후, 유학에서 돌아온 세린의 달라진 모습을 보고 자꾸 마음이 움직이기 시작한다. 세린(영혼 겨울)의 연인. 미혼모 정혜와 지석의 아들. 연석과 영란의 조카. 소이의 양오빠. 유진의 사촌 동생. YJ그룹 직원→YJ그룹 재단 보육원 교사. 겨울의 연인
- 한기웅: 남유진(남, 34세) 역 - 이 드라마의 서브 빌런 중간보스. 단순하며 즉흥적이고, 능력에 비해 욕심과 자존심은 강하다. 남들보다 뛰어난 것이 있다면 허세와 주색잡기 정도. 연석과 영란의 아들. 지석과 정혜의 조카. 만중의 손자. 유리의 오빠. 태양의 사촌 형. 겨울의 남편→이혼. 영준의 손윗처남. 소이의 아빠. 애라의 불륜남→약혼→남편. YJ그룹 본부장→SL 택배 기사.
- 신고은(1회~20회)→최윤영(20회~103회): 김현주(여, 32세) (가명 : 정겨울) 역 - 이 드라마의 메인 여주인공. 단아하고 청초한 외모에 인정 넘치는 성품을 지녔다. 어려운 집안 형편임에도 불구하고 밝고 긍정적이다. YJ그룹 오너의 아들, 유진을 만나 그의 절절한 구애로 결혼하게 됐다. 하지만 남편은 자신 몰래 친구 애라와 불륜을 저지른다. 그들로 인해 시력을 잃게 되고 결국엔 ‘락트-인 증후군(의식이 있는 식물인간)’에 빠지고 만다. 그녀의 손에 들린 증거를 빼내 유유히 떠나가는 남편과 내연녀를 보며 소리치지만, 누구에게도 들리지 않는 마음의 소리일 뿐이다. 그때, 예기치 못한 사건을 겪으며 진실을 밝히고 응징에 나설 수 있게 된다. 죽은 옥선의 친딸이자 애라(현정)의 친동생. 현태의 양딸. 길자의 의붓딸. 말자의 의붓조카. 영준의 의붓동생. 소이/하늘의 엄마. 유진의 아내→이혼. YJ그룹 직원→YJ그룹 기획 팀장. 태양의 연인.
- 이은형: 정영준 (남, 34세) 역 - 이 드라마의 서브 남주인공. 말수 없고, 차분하며, 자신의 감정을 잘 드러내지 않는다. 아주 기분이 좋을 때 옅게 띄는 미소가 전부다. 그런 그의 미소를 볼 수 있는 사람은 여동생 겨울이 유일하다. 겨울을 위해선 뭐든 다 할 수 있는 키다리 오빠. 그래서 그의 계절은 늘 겨울이다. 죽은 현태의 의붓아들. 길자의 친아들. 말자의 조카. 연석과 영란의 사위. 지석과 정혜의 조카사위. 겨울의 의붓오빠, 유진의 의붓형님→유진의 매제. 소이의 의붓외삼촌. YJ그룹 법무팀장→회장. 유리의 남편.

### 겨울네 사람들
- 최재성: 정현태(남, 50대 중) 역(†, 1회~18회, 84회, 101회) - 겨울의 양아버지, 영준의 새아버지. 길자의 남편. 말자의 의붓형부. 유진의 전 장인. 유리의 시아버지. 선량한 인품을 가졌고, 정이 넘쳐 남들 돕는 일에 늘 앞장서고 그 때문에 아내 길자의 잔소리를 들을 때가 많다. 가족과 일만 생각하는 우리네 보통의 아버지. 딸 겨울에겐 늘 미안한 아버지이다. 시집간 겨울이 잘 살길 바랐건만, 뜻하지 않게 가슴 아픈 진실을 알게 된다. 애라의 계략으로 인해 세린의 언니인 세연을 죽였다는 살해 누명을 써 구속→수감자 탈출→실패 후 사망.
- 방은희: 윤길자(여, 50대 초) 역 - 영준의 엄마. 겨울의 새어머니. 현태의 아내. 말자의 언니. 유진의 전 의붓장모. 유리의 시어머니. 소이의 의붓외할머니. 억척스럽고 궁상맞다. 하지만 그만큼 생활력은 누구보다 강하다. 가족에 대한 강한 애착으로, 자신의 가족을 건드리는 사람은 가만두지 않는다.
- 윤지숙: 윤말자(여, 40대 중) 역 - 길자의 막내 여동생. 겨울의 의붓이모. 영준의 이모. 현태의 의붓처제. 소이의 의붓외이모할머니. 언제나 솔직하고 낙천적이고 유쾌한 긍정주의자. 사랑 직 그 자체인 귀여운 모태 솔로. 그런 그녀에게 사랑이 찾아온다. 영수 짝사랑→연인.

### 유진네 사람들
- 임혁: 남만중(남, 80대 초) 역 - 이 드라마의 만악의 근원. 지석과 연석의 아버지. 정혜와 영란의 시아버지. 유진,유리, 태양의 친할아버지. 재계의 모진 경쟁과 풍파를 견디고, 선과 의를 바탕으로 지금의 YJ그룹을 일궈낸 입지전적인 인물. 늘 근엄하고 서슬 퍼런 태도를 유지하지만, 손자며느리 겨울에게는 한없이 따뜻하고 인자한 시할아버지다. 혹독한 시집살이 속 겨울이 유일하게 믿고 기댈 수 있는 어른. YJ그룹 명예회장.
- 박형준: 남지석(남, 50대 후) / 김정욱 역 - 만중의 장남. 연석의 형. 유진과 유리의 큰아버지. 젊은 시절 사고로 IQ 70, 일곱 살 지능을 갖게 됐다. 하지만 뛰어난 재능으로 국내 미술 대전 대상 수상까지 이뤄냈다. 특이점이 있다면, 그의 모든 그림에는 여인이 등장한다는 것. 모두들 그림 속 여인을 지석이 만들어낸 인물이라 생각한다. 기억과 지능 모두를 잃었지만, 첫사랑 그녀는 그렇게 지석의 손끝에 남아있다. 태양의 친아버지. 정혜의 첫사랑→남편.
- 이종원: 남연석(남, 50대 중) 역 - 이 드라마의 진 최종 보스. 만중의 차남. 영란의 남편. 지석의 동생. 유진과 유리의 아버지. 태양의 작은아버지. 정혜의 시동생. 소이의 친할아버지. 노블리스 오블리제를 실천하고, 정도경영을 원칙으로 삼는 기업가. 만중의 말이라면 무조건 고개 숙이고 군말 없이 따르는 효자. 하지만 속내는 하루 빨리 만중이 죽길 바라는 폐륜적 야심가다. 철저히 가면 속에 정체를 숨긴 채 살아가다 과거 자신이 저지른 비밀이 밝혀지면서, 실체를 드러내게 된다. 84회를 통해 형인 남지석을 다치게한 범인이라는 것이 밝혀졌다. 그리하여 진실을 알게 된 정현태를 죽였다. 31년전 아버지 남만중에게 인정받지 못해 매일같이 형인 남지석과 비교당하며 아버지에게 차별대우를 받아 삐뚤어지며 악역이 되었다. 형인 남지석이 YJ그룹을 물려받을 생각없이 홀로 지낼 당시엔 형과도 별탈없이 사이 좋았지만 남지석이 남연석에게 도움을 청하려고 전화를 걸었지만 남연석은 출장을 가서 자리에 없었고 남만중을 찾아가 도움을 청하지만 남만중은 그 제안을 수락하는 조건으로 회사로 돌아오라는 말을하며 결국 어쩔 수 없이 남만중의 제안을 받아들이게 된 남지석이 었지만 때마침 집에 돌아온 남연석이 둘간의 대화를 듣게되면서 남연석은 자신의 위치에 위기를 느껴 남지석의 차를 몰래 고장내고 남지석은 남연석의 계략으로 차 사고를 당해 7세 이하 지능의 장애인이 된다. 교통사고로 지나가는 행인 모녀가 차에 치였는데 남연석은 그들의 구원을 매몰차게 뿌리치며 상국에게 시키고, 그 사고로 인해 행인이었던 어머니는 죽었지만 어머니의 어린 딸은 무사히 살았고 남연석은 그 여자아이를 보며 경악해 상국에게 또 지시를 내린다. 그 지나가는 행인 어머니는 58회에서 출연했던 이덕배의 친누나 이옥선이었고 그녀의 딸은 다름아닌 주애라로 활동하는 김현정이었다. 남연석은 증거인멸을 위해 김현정의 어머니가 수술받지 못하게 사망하게 만드는 악행을 저질렀다. 88회때 편상국이 자신의 악행이 녹음된 파일이 있다는 것을 알고 산에서 몸싸움 도중 편상국이 추락하였다. 편상국이 남만중에게 녹음파일을 가져다 주어 자신의 악행인 남지석 교통사고와 정현태 죽음에 있어 남만중이 알게 되자 남만중의 약을 빼앗고 쓰러진다. 89회 그 자리에서 도망 쳐 나온다. 자신의 악행을 아는 아버지인 남만중이 입원한 병실에 나타나 이대로 깨어나지 못 하고 죽어 달라며 패륜적인 말을 한다. 겨울이 통해서 유라가 알렉스를 돕고 거짓 학위에 대해 알게 되었다. 겨울과 영준이 편상국을 찾자 도와 주는 척 막고 있다. 92회 편상국을 찾아 죽여 버린다. 녹음 파일로 인해 자신의 악행이 세상에 들어났다. 94회 겨울로 인해 회사에서 해임 당했다. 96회 서태양을 만나려 회사에 온 서정혜를 보고 모자임과 함께 자신의 형인 남지석의 부자관계임도 알게 되었다. 겨울의 시아버지→애라의 시아버지→두 자매의 원수→영준의 장인. YJ그룹 회장→해임→수감자.
- 김예령: 차영란(여, 50대 초) 역 - 연석의 아내. 유진과 유리의 어머니. 태양의 작은어머니. 지석의 제수. 만중의 며느리. 정혜의 동서. 소이의 친할머니. 대외적으로는 YJ그룹의 안방마님의 위신을 지키며 우아하고 품격있는 척 하지만, 집안에서는 딱 그 반대다. 무식하고, 이기적이며, 수틀릴 때는 안하무인이다. 기대에 못 미치는 며느리 겨울을 쥐 잡듯이 잡는다. 겨울의 시어머니→애라의 시어머니→영준의 장모.
- 이민지: 남유리(여, 20대 중) 역 - 연석과 영란의 딸. 지석과 정혜의 조카. 유진의 동생. 태양의 사촌 동생. 만중의 손녀. 소이의 고모. 아쉬운 것 없이 자라 세상 모든 것이 자기중심적이다. 할 말은 해야 하고, 아닌 건 아니라고. 그게 누구라도 말하는 성격. 그게 멋인 줄 알고 쿨한 줄 아는 세상 물정 모르는 싸가지 철부지. 영준을 만나 세상을 배우고 사랑을 깨닫게 된다. 겨울(현주)의 시누이→애라의 시누이→겨울의 올케. 영준 짝사랑→연인→이별→영준의 아내. YJ그룹 법무소속 직원→본부장.

### 태양네 사람들
- 김희정: 서정혜(여, 50대 중) 역 - 태양의 어머니. 소이의 양어머니. 유진과 유리의 큰어머니. 연석의 형수. 세린의 집 가사도우미 출신으로 죽은 세린이 유일하게 따라 세린모가 죽기 전 그녀에게 법정 대리를 맡겼다. 한없이 온화하고 정 많은 성격이지만 모진 풍파를 견디며 살아온 세월만큼 성격에도 굳은살이 배겼다. 지석의 첫사랑→아내. 만중의 며느리.

- 이슬아: 오세연(여, 30대 초) 역(†, 1회~13회) - 영수의 큰조카. 죽은 세린의 언니. 사실 세린의 부모님이 아이를 갖지 못하여 세연을 입양하였다. 돌아가신 부모님을 대신해 세린의 보호자 역할을 한다. 세린이 태양을 좋아하는 것을 알고, 반대하며 갈등한다. 애라와 몸싸움 중 계단 난간에서 추락해 중상을 입는다. 이후 의식을 찾지 못하고 사망한다.

- 이정용: 이영수(남, 40대 후) 역 - 세연과 세린의 외삼촌. 손대는 사업마다 줄줄이 말아먹는 마이너스의 손. 인간, 자기 먹을 것은 가지고 태어난다고 반반한 외모로 인생 역전 시켜줄 배우자를 꿈꾸는 철없는 노총각. 말자의 연인.

- 김태연: 남소이 / 서하늘 역(21회~103회) - 유진과 겨울의 친딸. 정혜의 양딸. 태양의 양동생.

### YJ 그룹 관련 인물
- 이아이: 연수 역
- 문수빈: 효은 역
- 홍아름: 모승효 역(33회~34회)
- 양재원: YJ 그룹 상무 역
- 김도이: YJ 그룹 직원 역
- 심려진: 애라가 잠시 기획실장 자리에서 물러났을 때 있던 대리점 매니저] 역
- 김태영: 애라가 잠시 기획실장 자리에서 물러났을 때 있던 대리점장 역
- 김시국: YJ 그룹 감사팀 직원 역
- 정인호 - YJ 그룹 김비서 역

### 그 외 인물
- 남상지: 주애라 (가명 : 김현정) 역 - 애라의 아는 여동생이자 이름을 바꾸어준 장본인. (9회~10회, 25회, 80회~81회, 87회~89회)
- 이명호: 편상국 역 - 5년 전까지 남연석 회장의 비서였으며 함께 정현태 사망 사건에 개입되었다. 남연석의 범죄를 뒤에서 도와준 인물이었음이 밝혀진다. 하지만 남연석의 범행에 대해 녹음해둔 볼펜이 있다. 88회에서 녹음해둔 볼펜을 남연석에게 들킨다. 그리하여 남연석과 산에서 몸싸움 도중 추락한다. 다행히 죽지는 않았으며 남만중에게 녹음 파일을 들려준다. (11회, 84회~92회)
- 김가연: 서경숙 역 - 애라의 계략으로 진짜 소이를 납치한 인물. 애라의 강제 납치→정신병원 입원→납치→냉동창고 감금.(14회~15회, 47회~52회, 56회~57회)
- 지상윤: 알렉스 및 판도라 대표 역 - 과거 YJ그룹에게 데모하던 인물. 애라와 같이 YJ그룹에게 복수하려는 인물.(52회, 58회 ~ 94회)
- 배도환: 이덕배 역 - 애라(현정)와 겨울(현주)의 외삼촌(58회~65회, 75회~76회)
- 박정언: 하늘이/소이 담당의 역(77, 79, 81회)

- 황미나: 혜인 역 - 정혜가 주선한 태양의 소개팅 상대. 태양과 어릴 때부터 친한 사이다.
- 무정: YJ그룹 이사 역(92회~93회)
- 미상: 박 상무 역
- 미상: 비서실 인턴 역
- 이우석: 의사 역
- 이도형: 겨울의 눈을 수술해준 의사 역

### 특별출연
- 정휘욱: 창수 역(7회, 29회)
- 금호석: 김성준 역 - 세린의 맞선남(4회, 6회~7회, 59회)
- 백재진: 백성민 교도관 역(14회~18회)
- 김진서: 교도소의 수감자 역
- 김광인: 교도소의 수감자 역
- 최왕순: 교도소의 수감자 역
- 보라나: 말자의 친구 역(34회~35회)
- 김용명: 말자의 맞선남 역(40회~46회)
- 지현우: 박민현 기자 역 - 남유진 뇌물 기사를 쓴 기자(77회)
- 미상: 진짜 주애라 동생 역 - 김현정에게 돈을 받아 진짜 주애라의 가짜 친동생.(81회)
- 설우인: 남연석의 사주를 받고 정현태를 살해한 간호사 역(84회)
- 미상: 이옥선 역(†) - 주애라(김현정)와 정겨울(김현주)의 어머니 역. 과거 남연석이 그녀와 남지석과의 수술 순서를 바꾸면서 사망했다.(85회, 남연석 과거 회상 모습)
- 채민희: 미희 역 - 편상국의 애인, 로데오 모텔 사장(87회)
- 유승봉: 손 사장 역 - 시계방 주인(91회~92회)
- 강성규: TV화면 속 KBC 뉴스 앵커 역(101회~102회)
- 미상: 진짜 정겨울 역(†) - 아기. 남만중의 과거 회상 모습으로 출연(101회)

## 시청률
최저 시청률과 최고 시청률은 시청률 조사회사와 지역별로 시청률에 차이가 있을 수 있습니다.
| 2023년  | 2023년   | 2023년         | 2023년         | 2023년       |
| 회차    | 방송일   | TNmS 시청률    | AGB 시청률     | AGB 시청률   |
| 회차    | 방송일   | 대한민국(전국) | 대한민국(전국) | 서울(수도권) |
| ------- | -------- | -------------- | -------------- | ------------ |
| 제1회   | 3월 14일 | 12.4%          | 10.4%          | 8.2%         |
| 제2회   | 3월 15일 | 10.1%          | 8.8%           | 7.4%         |
| 제3회   | 3월 16일 | 11.3%          | 10.0%          | 8.9%         |
| 제4회   | 3월 17일 | 10.8%          | 8.7%           | 6.9%         |
| 제5회   | 3월 20일 | 10.8%          | 9.5%           | 8.0%         |
| 제6회   | 3월 21일 | 11.6%          | 9.8%           | 8.1%         |
| 제7회   | 3월 22일 | 11.1%          | 9.5%           | 8.1%         |
| 제8회   | 3월 23일 | 10.8%          | 10.0%          | 8.1%         |
| 제9회   | 3월 24일 | 9.9%           | 9.6%           | 7.8%         |
| 제10회  | 3월 27일 | 11.4%          | 10.4%          | 9.4%         |
| 제11회  | 3월 28일 | 10.6%          | 10.4%          | 9.4%         |
| 제12회  | 3월 29일 | 9.9%           | 9.8%           | 8.8%         |
| 제13회  | 3월 30일 | 10.4%          | 9.1%           | 7.5%         |
| 제14회  | 4월 3일  | 10.9%          | 9.3%           | 7.8%         |
| 제15회  | 4월 4일  | 10.5%          | 9.7%           | 7.9%         |
| 제16회  | 4월 5일  | 11.0%          | 9.5%           | 8.3%         |
| 제17회  | 4월 6일  | 10.2%          | 9.5%           | 8.0%         |
| 제18회  | 4월 7일  | 9.5%           | 9.3%           | 7.4%         |
| 제19회  | 4월 10일 | 11.1%          | 10.3%          | 8.7%         |
| 제20회  | 4월 11일 | 11.9%          | 10.6%          | 9.5%         |
| 제21회  | 4월 12일 | 9.8%           | 9.9%           | 8.7%         |
| 제22회  | 4월 13일 | 11.1%          | 10.3%          | 8.7%         |
| 제23회  | 4월 14일 | 10.8%          | 10.2%          | 8.8%         |
| 제24회  | 4월 17일 | 11.6%          | 10.3%          | 8.9%         |
| 제25회  | 4월 18일 | 12.2%          | 11.3%          | 9.4%         |
| 제26회  | 4월 19일 | 10.8%          | 9.9%           | 8.3%         |
| 제27회  | 4월 20일 | 11.5%          | 11.1%          | 9.8%         |
| 제28회  | 4월 21일 | 10.4%          | 9.8%           | 8.3%         |
| 제29회  | 4월 24일 | 11.4%          | 11.3%          | 9.3%         |
| 제30회  | 4월 25일 | 12.3%          | 12.1%          | 10.4%        |
| 제31회  | 4월 26일 | 12.0%          | 11.0%          | 9.2%         |
| 제32회  | 4월 27일 | 10.9%          | 11.5%          | 10.3%        |
| 제33회  | 4월 28일 | 10.6%          | 11.3%          | 9.7%         |
| 제34회  | 5월 1일  | 11.2%          | 11.2%          | 9.6%         |
| 제35회  | 5월 2일  | 11.9%          | 11.6%          | 10.3%        |
| 제36회  | 5월 3일  | 12.2%          | 11.3%          | 9.2%         |
| 제37회  | 5월 4일  | 11.5%          | 11.8%          | 10.2%        |
| 제38회  | 5월 5일  | 12.5%          | 11.3%          | 9.4%         |
| 제39회  | 5월 8일  | 11.5%          | 10.9%          | 9.6%         |
| 제40회  | 5월 9일  | 10.9%          | 11.3%          | 9.3%         |
| 제41회  | 5월 10일 | 10.2%          | 10.7%          | 9.0%         |
| 제42회  | 5월 11일 | 12.1%          | 10.7%          | 9.2%         |
| 제43회  | 5월 12일 | 11.6%          | 10.8%          | 8.9%         |
| 제44회  | 5월 15일 | 12.6%          | 11.3%          | 9.7%         |
| 제45회  | 5월 16일 | 12.4%          | 11.0%          | 9.6%         |
| 제46회  | 5월 17일 | 11.4%          | 10.7%          | 8.6%         |
| 제47회  | 5월 18일 | 11.8%          | 11.4%          | 10.0%        |
| 제48회  | 5월 19일 | 10.5%          | 11.2%          | 9.8%         |
| 제49회  | 5월 22일 | 11.9%          | 11.2%          | 9.6%         |
| 제50회  | 5월 23일 | 11.9%          | 11.1%          | 9.1%         |
| 제51회  | 5월 24일 | 10.6%          | 11.5%          | 9.5%         |
| 제52회  | 5월 25일 | 10.0%          | 10.6%          | 9.1%         |
| 제53회  | 5월 26일 | 9.8%           | 10.5%          | 9.2%         |
| 제54회  | 5월 29일 | 13.4%          | 11.4%          | 9.5%         |
| 제55회  | 5월 30일 | 12.0%          | 11.4%          | 9.4%         |
| 제56회  | 5월 31일 | 11.6%          | 10.8%          | 9.1%         |
| 제57회  | 6월 1일  | 12.6%          | 12.1%          | 10.3%        |
| 제58회  | 6월 2일  | 12.0%          | 10.8%          | 9.1%         |
| 제59회  | 6월 5일  | 11.5%          | 10.5%          | 9.2%         |
| 제60회  | 6월 6일  | 12.2%          | 11.1%          | 10.1%        |
| 제61회  | 6월 7일  | 11.0%          | 11.0%          | 9.3%         |
| 제62회  | 6월 8일  | 11.1%          | 12.3%          | 10.5%        |
| 제63회  | 6월 9일  | 11.2%          | 10.5%          | 9.0%         |
| 제64회  | 6월 12일 | 11.5%          | 11.5%          | 10.0%        |
| 제65회  | 6월 13일 | 11.9%          | 10.5%          | 9.0%         |
| 제66회  | 6월 14일 | 11.6%          | 10.6%          | 8.8%         |
| 제67회  | 6월 15일 | 12.2%          | 10.9%          | 9.3%         |
| 제68회  | 6월 16일 | -              | 9.2%           | 8.4%         |
| 제69회  | 6월 19일 | 10.9%          | 10.9%          | 9.9%         |
| 제70회  | 6월 20일 | 11.7%          | 11.4%          | 9.8%         |
| 제71회  | 6월 21일 | 10.4%          | 10.5%          | 8.6%         |
| 제72회  | 6월 22일 | 11.2%          | 10.7%          | 9.6%         |
| 제73회  | 6월 23일 | 10.6%          | 10.4%          | 8.8%         |
| 제74회  | 6월 26일 | 12.1%          | 11.5%          | 10.3%        |
| 제75회  | 6월 27일 | 11.3%          | 10.0%          | 8.1%         |
| 제76회  | 6월 28일 | 10.8%          | 10.9%          | 9.3%         |
| 제77회  | 6월 29일 | 12.4%          | 11.6%          | 10.1%        |
| 제78회  | 6월 30일 | 10.7%          | 10.3%          | 8.6%         |
| 제79회  | 7월 3일  | 11.7%          | 10.6%          | 9.2%         |
| 제80회  | 7월 4일  | 13.0%          | 11.8%          | 10.3%        |
| 제81회  | 7월 5일  | 10.8%          | 9.7%           | 7.9%         |
| 제82회  | 7월 6일  | 11.9%          | 11.0%          | 9.7%         |
| 제83회  | 7월 7일  | 11.4%          | 11.0%          | 8.9%         |
| 제84회  | 7월 10일 | 12.0%          | 11.2%          | 9.9%         |
| 제85회  | 7월 11일 | 12.5%          | 12.0%          | 10.1%        |
| 제86회  | 7월 12일 | 11.7%          | 10.7%          | 8.7%         |
| 제87회  | 7월 13일 | 11.8%          | 11.6%          | 10.0%        |
| 제88회  | 7월 14일 | 13.1%          | 11.6%          | 10.6%        |
| 제89회  | 7월 17일 | 13.7%          | 12.0%          | 10.0%        |
| 제90회  | 7월 18일 | 13.6%          | 11.7%          | 9.9%         |
| 제91회  | 7월 19일 | 11.3%          | 11.2%          | 9.5%         |
| 제92회  | 7월 20일 | 11.8%          | 10.9%          | 9.5%         |
| 제93회  | 7월 21일 | 11.3%          | 10.3%          | 8.8%         |
| 제94회  | 7월 24일 | 13.1%          | 12.0%          | 10.8%        |
| 제95회  | 7월 25일 | 12.9%          | 11.5%          | 9.8%         |
| 제96회  | 7월 26일 | 12.7%          | 11.3%          | 9.8%         |
| 제97회  | 7월 27일 | 12.7%          | 11.9%          | 10.5%        |
| 제98회  | 7월 28일 | 11.8%          | 11.6%          | 10.2%        |
| 제99회  | 7월 31일 | 12.4%          | 12.3%          | 10.7%        |
| 제100회 | 8월 1일  | 12.8%          | 13.0%          | 11.5%        |
| 제101회 | 8월 2일  | 12.5%          | 12.1%          | 10.2%        |
| 제102회 | 8월 3일  | 9.4%           | 7.5%           | 6.0%         |
| 제103회 | 8월 4일  | -              | 12.1%          | 10.0%        |

## 결방 사유 및 편성 변경 및 연장
- 2023년 3월 31일: 《2023 순천만 국제정원박람회 개막공연 <봄, 정원으로>》 편성으로 인한 결방.
- 2023년 8월 3일: 《2023 FIFA 여자 월드컵 H조 조별리그 3차전 <대한민국 VS 독일>》 편성으로 인한 밤 9시 10분으로 편성 변경.(102회)
- 비밀의 여자 방영 분량이 100부작에서 3회 연장되어 103부작으로 변경 및 확정되었다.

## OST
- Part.1 하동연 - 운명 같은 사랑(2023. 3. 28. 발매)
- Part.2 류원정 - 잃어버린 우산[4] (2023. 5. 6. 발매)
- Part.3 크로키오(crockyO) - 사랑의 시작은 그 한 장면에서 (2023. 5. 16. 발매)
- Part.4 오아랜(or&) - 여전히 난 그대죠 (2023. 5. 31. 발매)
- Part.5 주설옥 - 오늘도 그려본다 (2023. 6. 10. 발매)
- Part.6 배도환 - 사랑이 필요해 (2023. 6. 14. 발매)
- Part.7 비밀의 여자 Special - Various Artists(2023. 8. 2. 발매)
- Part.8 무정
- 삽입곡 조정민 - 없던 사랑

## 수상 목록
- 2023년 KBS 연기대상 일일드라마 부문 여자 우수상 (최윤영)

## 참고 사항
- 이채영, 김예령은 KBS 1TV 일일 드라마 《여름아 부탁해》 이후 4년 만에 재회하여 캐스팅 되었다.
- 최재성, 김예령, 이은형, 신창석 PD는 KBS 2TV TV 소설 《일편단심 민들레》 이후 8년 만에 재회하여 합류하였다.
- 이은형, 이정대 작가는 KBS 2TV 일일 드라마 《인형의 집》 이후 5년 만에 재회하여 합류하였다.
- 이선호, 이은형, 최재성은 KBS 2TV 수목 드라마 《감격시대: 투신의 탄생》 이후 9년 만에 재회하여 캐스팅 되었다.
- 신고은, 방은희는 SBS 아침 드라마 《강남 스캔들》 이후 5년 만에 재회하여 캐스팅 되었다.
- 이채영, 최재성, 김희정, 이정용, 백재진, 배도환, 이명호 이정대 작가, 신창석 PD는 KBS 2TV 일일 드라마 《비밀의 남자》 이후 3년 만에 재회하여 합류하였다.
- 한기웅, 김희정은 MBC 일일 드라마 《두 번째 남편》 이후 2년 만에 재회하여 캐스팅 되었다.
- 최윤영, 이채영은 SBS TV 《골 때리는 그녀들》에 이어 재회하여 출연하였다.
- 최재성, 윤지숙, 이종원, 배도환, 김가연은 KBS 2TV 주말 드라마 《신사와 아가씨》 이후 1년 만에 재회하여 캐스팅 되었다.
- 한기웅, 이민지, 배도환, 신창석 PD는 KBS 2TV 일일 드라마 《끝까지 사랑》 이후 5년 만에 재회하여 합류하였다.
- 김희정, 홍아름, 금호석, 남상지는 KBS 1TV 일일 드라마 《으라차차 내 인생》 이후 6개월 만에 재회하여 캐스팅 되었다.
- 박형준, 최재성, 홍아름은 KBS 1TV 일일 드라마 《내일도 맑음》 이후 5년 만에 재회하여 캐스팅 되었다.
- 박형준, 김예령은 KBS 1TV 일일 드라마 《별난 가족》 이후 7년 만에 재회하여 캐스팅 되었다.
- 최윤영, 최재성은 tvN 월화 드라마 《60일, 지정생존자》 이후 4년 만에 재회하여 캐스팅 되었다.
- 이명호, 지상윤은 KBS 2TV 일일 드라마 《빨강 구두》 이후 2년 만에 재회하여 캐스팅 되었다.

## 같이 보기
- 《비밀의 남자》: 신창석 PD와 이정대 작가가 처음으로 호흡을 맞췄던 작품이다. 드라마 제목이 비슷하다.
- 《여자의 비밀》: 드라마 제목이 비슷하다.